# Winnipeg James Armstrong Richardson International Airport
Mezinárodní letiště Jamese Armstrong Richardsona (anglicky Winnipeg James Armstrong Richardson International Airport) nebo Mezinárodní letiště Winnipeg, (IATA: YWG, ICAO: CYWG) je mezinárodní letiště v městě Winnipeg v kanadské provincii Manitoba. S 3,4 miliony přepravených cestujících ročně je osmým nejrušnějším letištěm Kanady.
Letiště je uzlem společností Calm Air, Cargojet, Kivalliq Air, Perimeter Airlines Purolator a jedno z důležitých letišť pro Jazz and WestJet.
Je také jednou ze základen kanadské armády Canadian Forces a nejvýznamnějším letištěm Manitoby. Svůj název nese od roku 2006, kdy bylo pojmenováno po významném průkopníkovi komerčního letectví v Kanadě, Jamesi Armstrongovi Richardsonovi.

## Rozvoj letiště
Realizace významných investic, včetně otevření nového terminálu, byla ukončena v říjnu 2011. Terminál byl navržen známým architektem Césarem Pellim. Provozovatel letiště věří, že se mu podaří přilákat velkokapacitní letadla, například Boeing 767-300ER a zprovoznit lety do Evropy.